# KFNB – Rakete
Die Dampflokomotive „RAKETE“ war eine Personenzuglokomotive der KFNB.
Sie war die erste von der Lokomotivfabrik Jones, Turner & Evans 1839 an die KFNB gelieferte Maschine und entsprach den englischen Typen mit Achsformel 1A1 (vgl. „AUSTRIA“ und „VINDOBONA“).
Die Zylinder waren unter der Rauchkammer angeordnet und trieben die gekröpfte zweite Achse an.
Die „RAKETE“ wurde 1861 verschrottet.